# Тетекала
Тетекала (исп. Tetecala) — город и административный центр одноимённого муниципалитета в мексиканском штате Морелос. Численность населения, по данным переписи 2010 года, составила 4893 человека.

## Общие сведения
Название Tetecala происходит из языка науатль и его можно перевести как: место каменных домов.
Поселение Тетекала было основано в XVI веке, в период между 1519 и 1583 годами.
11 декабря 1873 года Тетекала получает статус города.

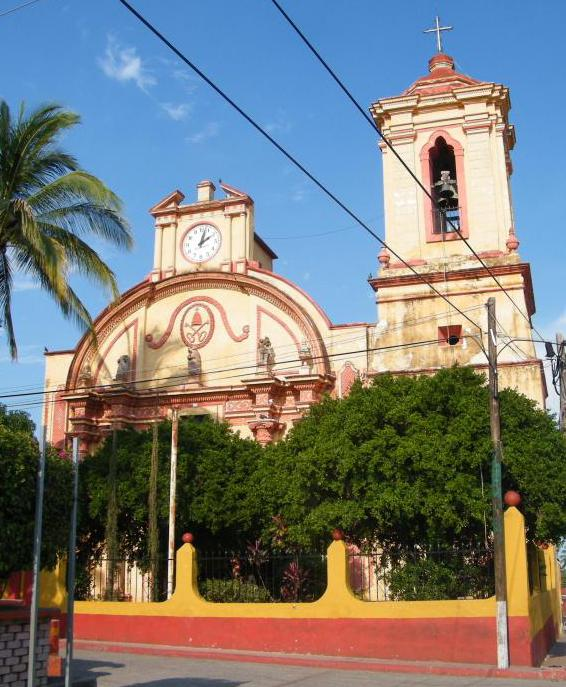
Церковь Святого Франсиска Ассизского